# Allan Henry Shafto Adair
Sir Allan Henry Shafto Adair, britanski general, * 3. november 1897, London, † 4. avgust 1988.